# Крыкмылтыкское месторождение нефти и газа
Крыкмылтыкское месторождение нефти и газа — нефтегазовое месторождение в Жылыойском районе Атырауской области Казахстана, в 60 км к северо-востоку от г. Кульсары, в 57 км к юго-востоку от ж.-д. станции и села Жантерек. В результате изыскательно-бурильных работ и сейсморазведки, начатых в 1988 году, определено, что в слое нижнего бора имеются 6 нефтегазовых горизонта, в юре — 4, в скоплениях триаса — 3 горизонта. III и V горизонты (кровля юрских отложений и подошва нижней юры) горные породы в форме антиклинальной складки изометрической формы размером 6x4,4 км, амплитудой до 100 м. Вскрытый скважинами разрез на глубину 1750 м представлен двумя комплексами пород — соленосным и надсолевым. По характеру резервуара все залежи пластовые, тектонически экранированные, с элементами литологического ограничения.
Коллекторы терригенные, пористые. Покров состоит из толщи глины (толщина 10—20 м). Открытая пористость горизонтов нижнего бора 27—40 %.
Продуктивные горизонты нижнемеловых отложений залегают на глубинах 286—725 м, юрских — на глубинах 750—1060 м и в триасе — на 1300—1400 м. Общая толщина, насыщенная нефтью, 2,5—9 м, толщина, насыщенная полезной нефтью, 2—6 м. Коэффициент насыщения нефтыо 0,62—0,81. Высота скопления зависит от формы тектонических блоков. Давление пласта 2,4—5,4 МПа, температура 30—38°С. Суточная добыча нефти по блоку 1,12—14,4 м³. Нефти залежей периода нижнего мела тяжёлые, плотностью 909—935 кг/м³, малосернистые (0,25 — 0,35 %), малопарафинистые (0,3 — 1,23 %), высокосмолистые (9,5 — 19,8 %). Среди нефти юрского пласта большинство метановые (24,8-82 %), доля нафтеновых составляет 15,6-74,5 %, ароматических 0,62-6,24 %. Нефти триасовых залежей очень тяжелые, плотностью 921—983 кг/м³, малосернистые и сернистые (0,42-0,67 %), малопарафннистые (0,34-1 %), высокосмолистые (12,83-31,47 %), содержат 1,53 — 6,8 % асфальтенов.
Подземные воды производственного горизонта хлорокальциевые, плотность 1,03—1,152 г/см³, минерализация 95—197 г/л. Суточная добыча воды 11—160 м³. Объём микроэлементов в воде незначительный.
Режим залежей упруговодонапорный. Месторождение подготовлено к промышленному освоению.